# En ulykke kommer sjældent alene
En ulykke kommer sjældent alene (originaltitel: A Series of Unfortunate Events) er navnet på en serie på 13 børnebøger af den amerikanske forfatter Daniel Handler. Bøgerne er udgivet under pseudonymet Lemony Snicket, som også er navnet på historiernes fortæller. 4 af seriens bøger er udkommet på sd
Serien foregår i et ikke tidsbestemt univers med paralleller til victoriatiden, og handler om de tre forældreløse Baudelaire-arvinger Violet, Klaus og Sunny, som må gå så grusomt meget igennem, og deres ærkefjende den onde grev Olaf. Indtil videre er syv af de tretten bøger oversat til dansk. De tre første er filmatiserede i filmen af samme navn som serien, med Jim Carrey i rollen som Grev Olaf.
Der gøres god brug af internettet og dets muligheder, så historien ikke kun begrænses til bogform, men anvender mange medier for at nå sit publikum. Der er solgt mere end en million eksemplarer af første bog.

## Bøger i serien
Den onde greve (udgivet 1999, engelsk: The Bad Beginning) er den første og mest kendte af bøgerne fra serien. Den handler om de tre søskende Violet, Klaus og Sunny Baudelaire, som mister deres forældre i en tragisk ulykke. De skal nu bo hos en fjern slægtning ved navn grev Olaf. Det viser sig hurtigt at Olaf er ligeglad med børnene og kun er ude efter deres enorme formue. Ved hjælp af et skuespillertalent og en bunke hjælpere lykkedes det ham at narre myndighederne.
I Slangeværelset (udgivet 1999, engelsk: The Reptile Room) er de tre Baudelaire-børn flyttet hjem til en onkel ved navn Montgomery, som arbejder med krybdyr. Olaf dukker hurtigt op igen, nu i forklædning som Montgomerys assistent.
 I Tårepersersøen (udgivet 2000, engelsk: The Wide Window) tager børnene ud til en tante ved navn Josephine. Josephine er umiddelbart en egnet værge for børnene, men har fobi for alting. Olaf dukker op i forklædning som sømand.
Herudover er følgende udgivet på dansk:
- Savværket i Sorgenfuld (engelsk: The Miserable Mill)
- Kostskolen i Kummerstrup (engelsk: The Austere Academy)
- Den hemmelige elevatorskakt (engelsk:The Ersats Elevator)
- Den lede landsby (engelsk: The Vile Village)

Mens følgende bøger endnu ikke er udkommet:
- The Hostile Hospital
- The Carnivorous Carnival
- The Slippery Slope
- The Grim Grotto
- The Penultimate Peril
- The End

Derudover er der udgivet bogen Lemony Snicket: The Unauthorized Autobiography, som alene omhandler seriens fortæller, Lemony Snicket

## Bagground
Før udgivelsen af En Ulykke Kommer Sjældent Alene havde Daniel Handler aldrig skrevet for børn.[16] Ifølge et interview med Handler blev han opfordret til at prøve at skrive børnebøger af sin ven og redaktør, Susan Rich.[17] I et separat forfatterinterview skrev Daphne Merkin, at Handler tilpassede et manuskript til en "mock-gothic" bog, der oprindeligt var beregnet til voksne, til en serie mere egnet til børn.[16] Handler opfandt pseudonymet "Lemony Snicket" som en indvendig joke blandt venner år før udgivelsen af A Series of Unfortunate Events.
Handler anerkender Edward Gorey og Roald Dahl som indflydelser for hans skrivestil i serien.[18] Den første bog i serien, Den Onde Greve, blev udgivet den 30. september 1999.

## Serieoversigt

### Plot
Serien følger tre forældreløse søskendes eventyr. Lemony Snicket dokumenterer deres liv og forklarer læserne, at der sker meget få positive ting for børnene.
Serien begynder, da de forældreløse børn er alene ved en strand, hvor de modtager nyheder om, at deres forældre er blevet dræbt i en husbrand, der også ødelagde familiens palæ og hjem. I Den Onde Greve (The Bad beginning) bliver de sendt for at bo hos en fjern slægtning ved navn Grev Olaf efter kortvarigt at bo hos hr. Poe, en bankmand med ansvar for de forældreløse børns anliggender. Søskendeparret opdager, at grev Olaf har tænkt sig at få fingrene i den enorme Baudelaire-formue, som Violet skal arve, når hun fylder atten. I den første bog forsøger Olaf at gifte sig med Violet for at stjæle Baudelaire-formuen ved at lade som om, at ægteskabet er historien til hans seneste skuespil. Planen falder igennem, da Violet bruger sin ikke-dominerende hånd til at underskrive ægteskabsdokumentet og dermed får ægteskabet til at blive ugyldigt. Efter at mængden indser det, lykkes det Olaf at flygte med sine håndlangere.[19]
I de følgende seks bøger forklæder Olaf sig, finder børnene og forsøger med hjælp fra sine mange medskyldige at stjæle deres formue og begår brandstiftelse, mord og andre forbrydelser. I bøger otte til tolv adopterer de forældreløse børn forklædninger, mens de er på flugt fra politiet, efter at grev Olaf anklager dem for et mord, han har begået. Familien Baudelaire forsøger rutinemæssigt at få hjælp fra hr. Poe, men han er ligesom mange af de voksne i serien uvidende om den farlige virkelighed i børnenes situation.
Mens bøgerne fortsætter, afsløres endnu et løbende plot vedrørende en mystisk hemmelig organisation kendt som det frivillige brandvæsen (V.F.D.). Fra Kostskolen i Kummerstrup (The Austere Academy) og fremefter afsløres forbindelserne mellem Baudelaires, V.F.D. og deres forældres død langsomt, hvilket får søskende til at stille spørgsmålstegn ved deres tidligere liv og familiehistorie. Søskende bliver i stigende grad involveret i organisationen, indtil de er tvunget til at flygte med grev Olaf til en ø, hvor Olaf ved et uheld forårsager døden på sig selv og muligvis de idylliske kolonister på øen, hvis skæbner efterlades ukendt. Efter at have fundet et sikkert sted at bo, bruger børnene det næste år på at opdrage en af deres forældres venner fra V.F.D. der døde under fødslen af barnet. Efter et år beslutter søskendeparret sig for at forsøge at vende tilbage til fastlandet for at fortsætte deres liv.

### Miljø
Bøgerne synes at være sat i en alternativ, "tidløs"[20] verden med stilistiske ligheder med både det 19. århundrede og 1930'erne, dog med nutidig og tilsyneladende anakronistisk videnskabelig viden. For eksempel i The Hostile Hospital sender Baudelaire-børnene en besked via morsekode på en telegraf, men alligevel har den almindelige butik, de er i, et fiberoptisk kabel til salg.[21] En "avanceret computer" vises i Kostskolen i Kummerstrup (The Austere Academy).
Danielle Russell, professor ved Glendon College, argumentere, at omgivelserne afspejler velkendte steder, men er "bizarre" nok til, at unge læsere føler sig distanceret fra Baudelaires verden.[22] Verdens indstilling er blevet sammenlignet med Edward Saksehånd, idet den er "forstadsgotisk".[20] Mens filmversionen udspiller Baudelaire-palæet i byen Boston, Massachusetts, optræder virkelige steder sjældent i bøgerne, selvom nogle er nævnt. For eksempel i Den Hemmelige Elevatorskaft (The Ersatz Elevator), en bog i Jerome og Esmé Squalors bibliotek titlen Trout, in France They're Out.[23] Der er også referencer til den fiktive adel i nordamerikanske regioner, specifikt hertuginden af Winnipeg og kongen af Arizona.[24]

### Karakterer
Violet Baudelaire, det ældste barn i serien, bruger sit kreative sind til at skabe forskellige nyttige ting, der viser sit talent og sin opfindsomhed. Klaus Baudelaire, mellembarnet, er tolv, da serien begynder; han elsker alle typer bøger og er en ekstraordinær hurtiglæser med en fotografisk hukommelse. Sunny Baudelaire er en baby i begyndelsen af serien og nyder at bide ting med sine unormalt store og skarpe tænder; hun udvikler en kærlighed til madlavning senere i serien.
I de fleste bøger bliver børnenes færdigheder brugt til at hjælpe dem med at besejre grev Olafs onde planer; for eksempel opfinder Violet et låsehak i Slangeværelset (The Reptile Room). Ind imellem skal børnene skifte roller, som når Klaus skal prøve at opfinde og violet læse i Savværket i Sorgenfuld (The Miserable Mill). Andre karakterer (normalt andre børn) har også særlige færdigheder, som de bruger til at hjælpe Baudelaires, for eksempel brugte Duncan Quagmire sine journalføringsevner til at huske vigtig information, Isadora skrev digte for at sende noter, og Quigley Quagmires kartografiske færdigheder hjælper Violet og Klaus i The Slippery slope.
Snicket oversætter for den yngste Baudelaire forældreløse, Sunny, som i de tidlige bøger næsten udelukkende bruger ord eller vendinger, der kun giver mening for hendes søskende. Som serien skrider frem, indeholder hendes tale ofte skjulte betydninger. Nogle ord staves fonetisk: 'Suruchi' i The Slippery Slope og 'Kikuchi?' til sidst; nogle staves baglæns: 'edasurc' i The Carnivorous Carnival og 'cigam' i Savværket i sorgnfuld (The Miserable Mill). Andre indeholder referencer til kultur eller mennesker: for eksempel, når Sunny siger "Busheney" (formentlig kombinerer efternavnene på George W. Bush og Dick Cheney), efterfølges det af definitionen af "du er en modbydelig mand, der ikke har nogen hensyn til alle andre". Nogle ord Sunny bruger er fremmede, såsom "Shalom", "Sayonara" eller "Arrête". Nogle er mere komplekse, såsom når hun siger "Akrofil, hvilket betyder, 'de var ikke bange for højder'", som fonetisk oversættes til akrofili, hvilket betyder en, der elsker højder. Hun begynder at bruge standard engelske ord mod slutningen af bøgerne, en af hendes længere sætninger er "I'm not a baby" i The Slippery Slope.[25]
Da han blev spurgt i et Moment Magazine-interview om Baudelaire-børnene og Snickets egen jødiske arv, svarede han: "Åh ja! Ja. Baudelaires er jøder! Jeg gætter på, at vi ikke ville vide det med sikkerhed, men vi ville have en stærk mistanke om det, ikke kun ud fra deres måde, men fra lejlighedsvis omtale af en rabbiner eller bar mitzvah eller synagoge den omhyggelige læser vil finde en del rabbinere."[26]

## Andre medier
En ulykke kommer sjældent alene er både blevet overført til film og serie.

### Film
Lemony Snicket - En ulykke kommer sjældent alene blev filmatiseret i 2004 af Paramount Pictures og havde premiere i Danmark samme år. Filmen er baseret på de tre første bøger.
Jim Carrey spiller grev Olaf og Jude Law lægger stemme til Lemony Snicket.

### Serie
Netflix havde den 13. januar 2017 premiere på serien A Series of Unfortunate Events, der er baseret på bogserien. Den første sæson er baseret på de fire første bøger. Hver bog er lavet til to episoder i serien.
Neil Patrick Harris spiller grev Olaf og Patrick Warburton spiller Lemony Snicket.